# 瓜達盧佩 (拉喬雷拉區)
瓜達盧佩（西班牙語：Guadalupe），是巴拿馬的城鎮，位於該國中東部，由西巴拿馬省的拉喬雷拉區負責管轄，面積25平方公里，2010年人口34,242，人口密度每平方公里1,370人。